# Chan Santokhi
Chandrikapersad Santokhi conegut com a Chan Santokhi   (Lelydorp, 3 de febrer de 1959), és un polític de Surinam, president entre 2020 i 2025, i excap de policia.

## Biografia

### Carrera policial
Després d'acabar l'escola secundària a Paramaribo, Santokhi va rebre una beca per estudiar als Països Baixos. Des de 1978 fins a 1982, va estudiar en l'Acadèmia de Policia d'Holanda a Apeldoorn, Gelderland. Després d'acabar els seus estudis, Santokhi va tornar a Surinam en setembre de 1982 per treballar per a la policia. Des de l'edat de 23 anys Santokhi va treballar com a inspector de policia al districte de Wanica fins que va ser nomenat com a cap de la policia judicial nacional en 1989. En 1991 va ser designat com a comissari de policia de Surinam.

### Ministre de Justícia
Al setembre de 2005, Santokhi va ser nomenat Ministre de Justícia i Policia en nom del Vooruitstrevende Hervormingspartij (Partit Reformista Progressista). El seu període com a ministre va estar marcada per una ofensiva forta contra el crim, en particular el narcotràfic i una aplicació rigorosa de la llei i l'ordre. A causa d'això la gent l'anomenava el xèrif, un sobrenom que va rebre de Desi Bouterse.

### Rivalitat amb Desi Bouterse
Com a comissari de policia Santokhi va dirigir la recerca dels Assassinats de Desembre i en començar el seu mandat com a ministre es va proposar portar a judici els Assassinats de Desembre. Fins i tot va fer construir una sala pel tribunal fortament custodiada a Boxel, Domburg. Com que Santokhi va impulsar darrere aquesta prova, Santokhi fou molt qüestionat pel principal sospitós en el crim, Desi Bouterse. El 26 de novembre de 2007, quatre dies abans de l'inici del judici, Bouterse va dir que Santokhi volia "empresonar-lo i matar-lo". Bouterse va dir que tots els intents anteriors d´"eliminar-lo" havien fallat i va advertir Santokhi que anés amb compte amb "les seves intencions d'eliminar Bouterse". De moment, el judici dels assassinats de Desembre encara continua.
L'aversió de Santokhi a Bouterse va ser associada sovint amb la política anti-Bouterse dels Països Baixos.

### Eleccions presidencials de 2010
En les eleccions generals surinameses de 2010 Santokhi fou, malgrat ser col·locat en un lloc baix de la llista d'electors de Partit Reformista Progressista, el segon candidat més votat a nivell nacional (Desi Bouterse va tenir el major). Al juliol d'aquest any va ser nomenat candidat a la presidència en nom de la combinació política Nieuw Front (el Partit Reformista Progressista forma part del Nieuw Front). L'oponent de Santokhi a les eleccions presidencials va ser Desi Bouterse. Com que Bouterse va col·laborar amb Ronnie Brunswijk i Paul Somohardjo, el seu partit polític tenia 36 dels 51 escons al parlament, mentre que el Nieuw Front tenia només catorze escons. En conseqüència Bouterse va ser escollit el novè President de Surinam.

### President de CICAD
Santokhi, que des de 1995 era el representant oficial de la Comissió Interamericana per al Control de l'Abús de Drogues (CICAD), en va ser elegit president d'aquesta organització el 6 de desembre de 2010. La CICAD és una institució autònom de l'Organització dels Estats Americans, que coordina la política de drogues de l'Hemisferi occidental. En 2009 Santokhi va ser, també per un any, el vicepresident d'aquesta organització.

### President del Partit Reformista Progressista
El 3 de juliol de 2011, Santokhi va ser elegit president del Vooruitstrevende Hervormings Partij (VHP) (Partit Reformista Progressista). El Partit Reformista Progressista, que inicialment era un partit només pels hindustanesos, ha crescut des del nomenament de Santokhi com a president i ha esdevingut un partit multiètnic. El Partit Reformista Progressista és, segons les estadístiques actuals, el segon partit més gran a Surinam. Actualment, amb vuit escons a l'Assemblea és el major partit de l'oposició.

## President de Surinam
Després de guanyar les eleccions generals surinameses de 2020, Santokhi va ser l'únic candidat a president del Surinam. El 13 de juliol, Santokhi va ser elegit president per aclamació en unes eleccions sense oposició. Va prendre possessió del càrrec el 16 de juliol.
A les eleccions generals surinameses de 2025 cap partit va obtenir la majoria a l'Assemblea Nacional, amb el Partit Nacional Democràtic (NDP) guanyant 18 escons mentre el Partit Reformista Progressista (VHP) de Santokhi n'obtenia 17 i la resta de 16 escons van ser guanyats per partits més petits. El 27 de maig, el NDP va anunciar un acord de coalició amb el Partit de l'Alliberament General i el Desenvolupament, el Partit Nacional de Surinam, Pertjajah Luhur, Alternativa 2020 i la Germandat i la Unitat en la Política, suficient per elegir Jennifer Geerlings-Simons com la primera presidenta del Surinam, que va ser elegida presidenta sense oposició el dia 6.
Suggeriments
Traductor de Google